# 2011–12 오스트레일리아 야구 리그 시즌
2011-12 오스트레일리안 베이스볼 리그(2011–12 Australian Baseball League season)은 두 번째 ABL시즌이며 2011년 11월 4일부터 2012년 2월 12일까지 치루어졌다. 호주의 기상 이변으로 인하여 시즌 개막이 11월로 늦춰지게 되었다. 정규 시즌 중에 퍼스가 2011년 아시아 시리즈에 출전하였으나 3전 전패로 예선 탈락하였다.
챔피언십 시리즈에서 우승을 차지한 팀이 2012년 아시아 시리즈에 출전할 예정이다.